# Ortsmuseum Höngg

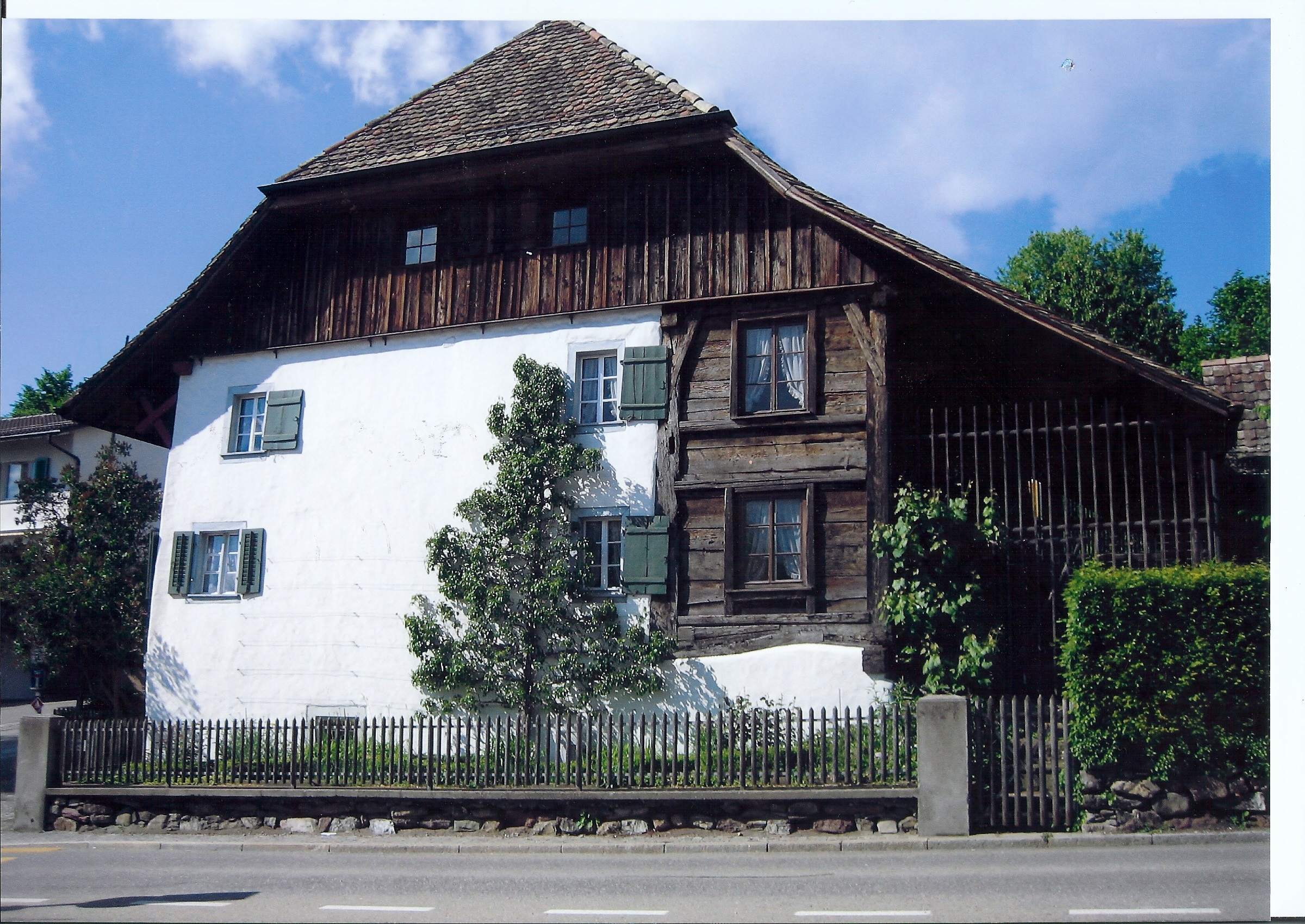
Haus zum Kranz, Südfassade

Das Ortsmuseum Höngg ist ein Museum zur Geschichte des Zürcher Stadtquartiers und ehemaligen Dorfes Höngg. Es befindet sich an der Einmündung des Vogtsrains in die Gsteigstrasse im Haus zum Kranz, einem der ältesten erhaltenen Gebäude Hönggs. Ein Schwerpunkt der permanenten Ausstellung ist der Rebbau als frühere Hauptbeschäftigung der Höngger Bevölkerung.

## Haus zum Kranz
Das Haus zum Kranz (auch Rebbauernhaus zum Kranz bzw. schweizerdeutsch Chranz) wurde 1506 als Lehenhaus des Fraumünsterstifts erbaut und diente über Jahrhunderte als Wohnhaus. 1970 erwarb es die Stadt Zürich, ursprünglich in der Absicht, es abzureissen, renovierte es dann aber 1975–1976 umfassend. Seit 1977 ist im Haus zum Kranz das Ortsmuseum Höngg untergebracht.